# Villars-sous-Champvent
Villars-sous-Champvent was een plaats en voormalige gemeente in het Zwitserse kanton Vaud, en maakt deel uit van het district Jura-Nord vaudois.
Villars-sous-Champvent telt 55 inwoners.
In 2012 is Villars-sous-Champvent samen met de gemeente Essert-sous-Champvent samengevoegd tot de gemeente Champvent.

## Geschiedenis
Tot 2008 maakte de gemeente deel uit van het toenmalige district Yverdon.
Op 1 januari 2012 is de gemeente samen met Essert-sous-Champvent opgegaan in de gemeente Champvent.

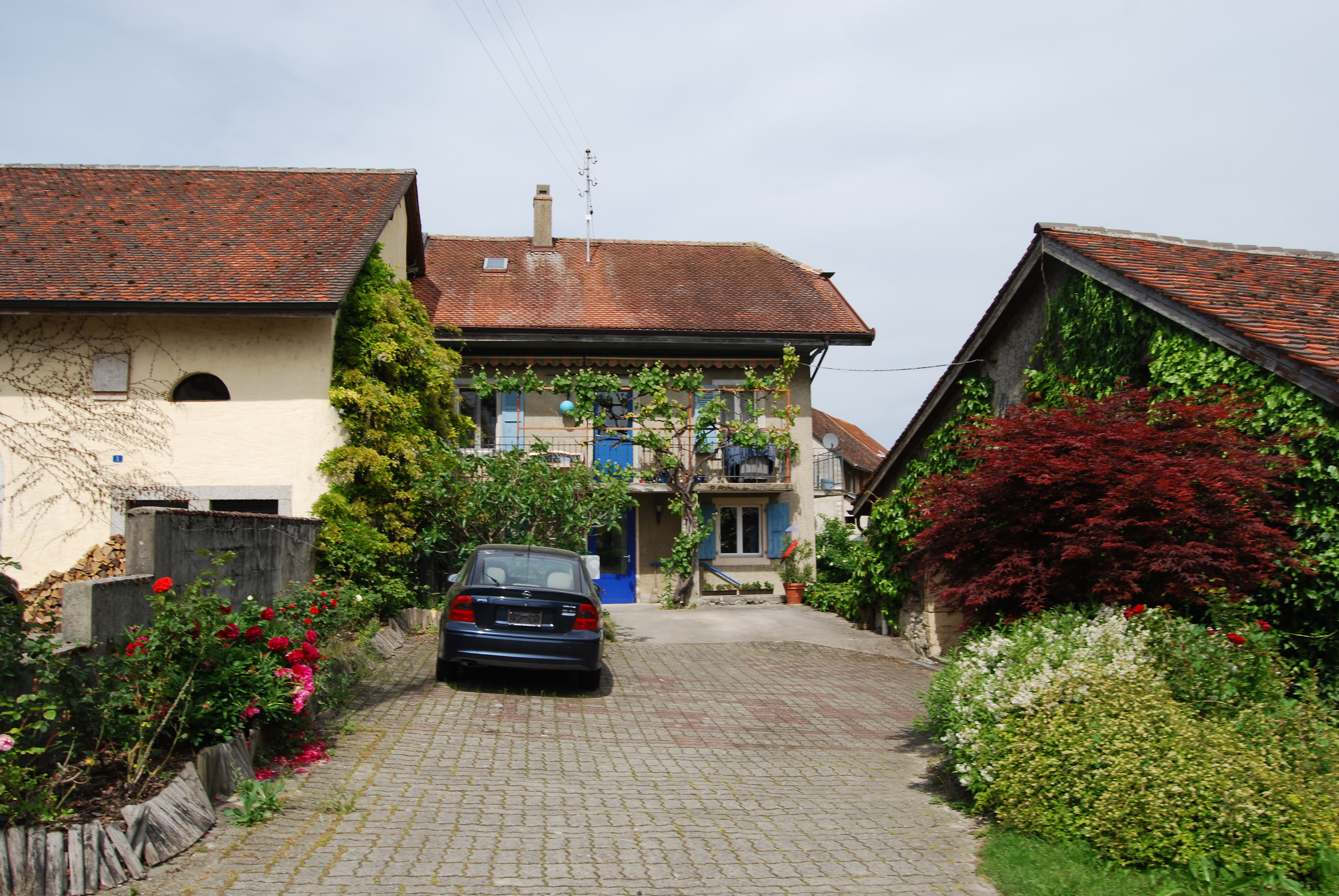
Villars-sous-Champvent